# Vereinigte VR Bank

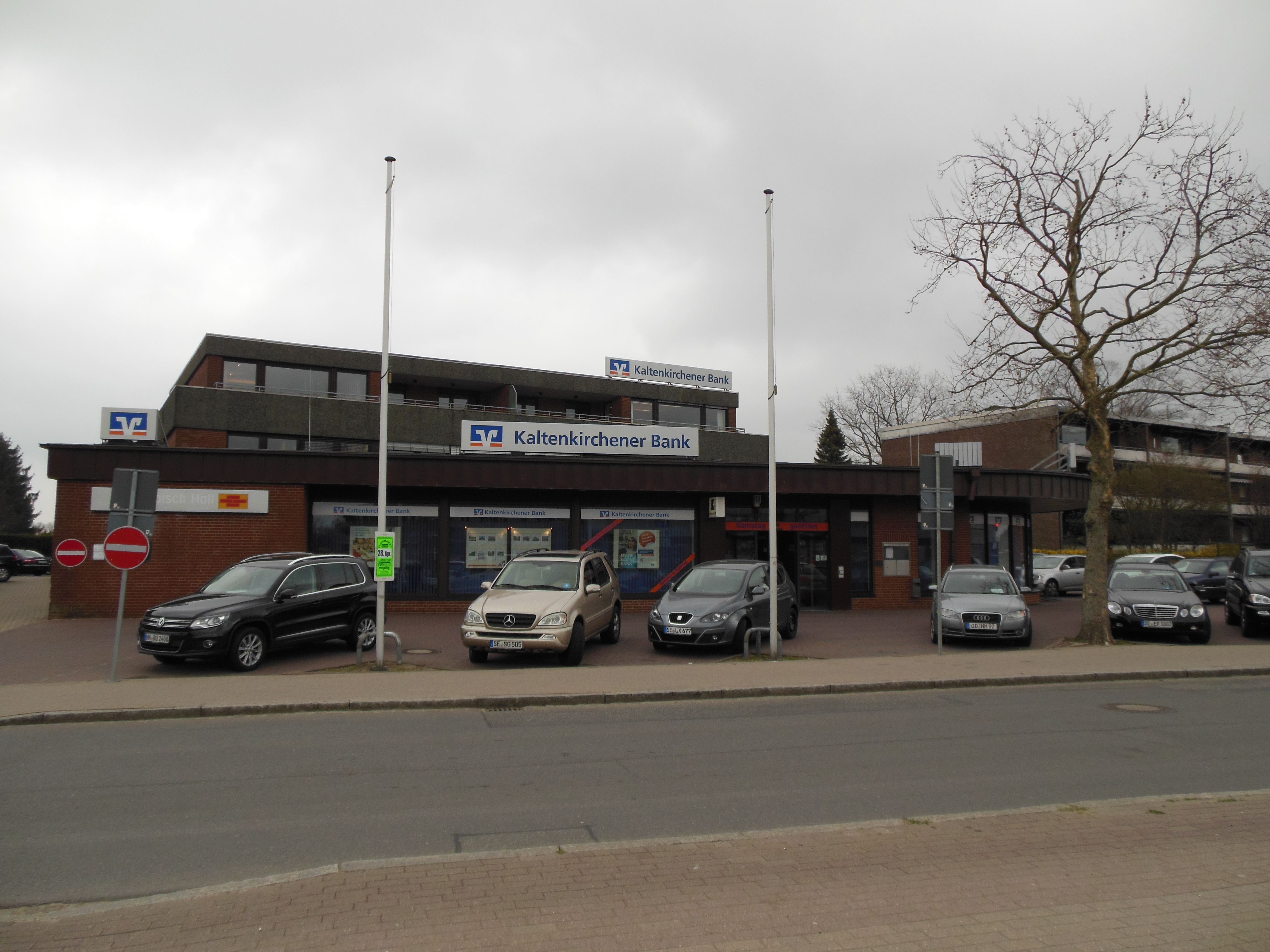
Niederlassung in Kaltenkirchen, Am Bahnhof 5

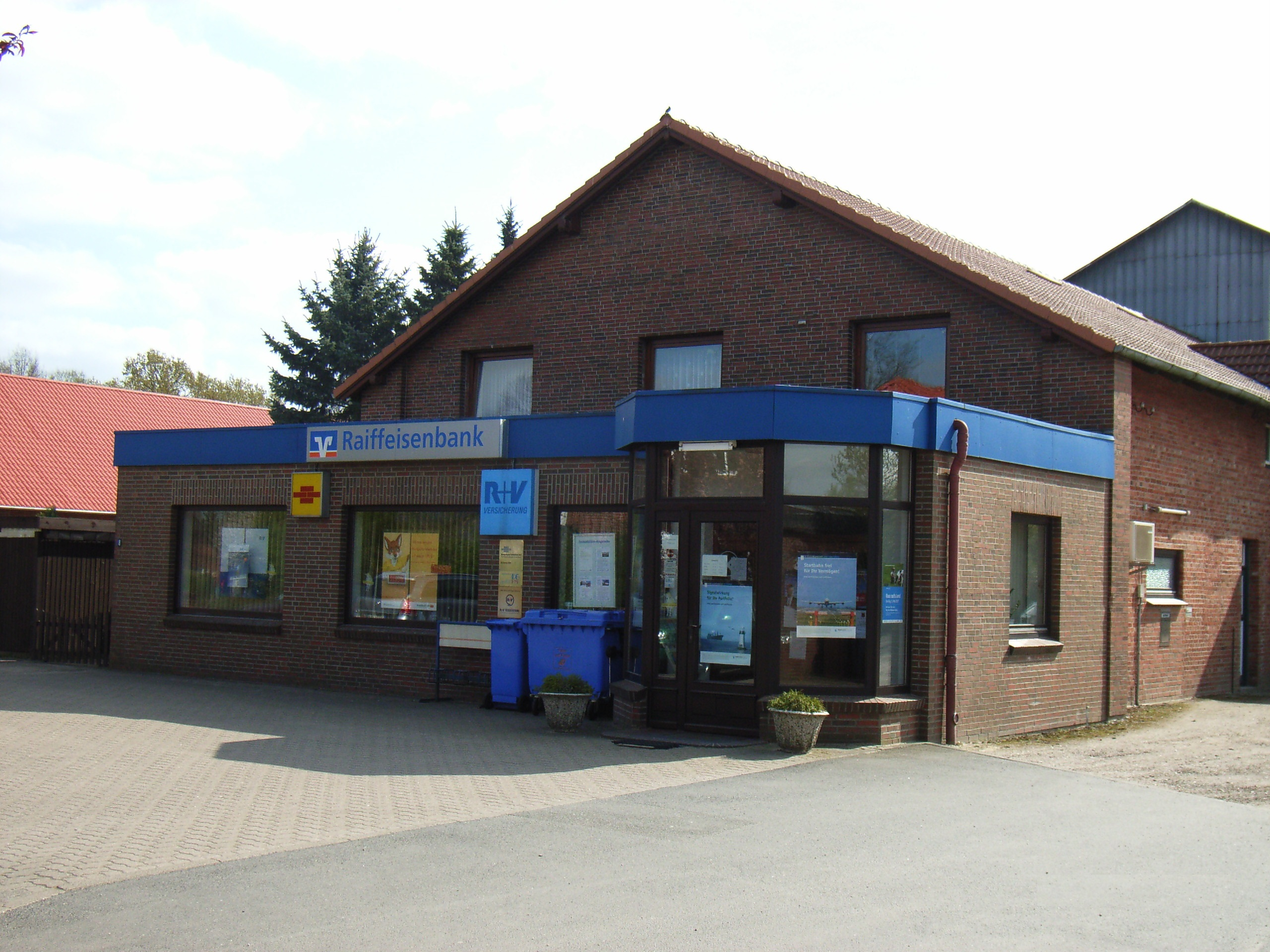
Ehem. Hauptstelle der Raiffeisenbank eG Struvenhütten (bis 2022 kleinste Bank Deutschlands)

Die Vereinigte VR Bank eG (im Außenauftritt Vereinigte VR Bank eG Föhr-Amrum Kaltenkirchen) ist eine deutsche Genossenschaftsbank mit Sitz in der schleswig-holsteinischen Stadt Wyk auf Föhr im Kreis Nordfriesland.

## Geschichte
Die heutige Vereinigte VR Bank eG entstand im Jahr 2020 durch die Fusion der Föhr-Amrumer Bank eG mit Sitz in Wyk auf Föhr mit der Kaltenkirchener Bank eG mit dem Sitz in Kaltenkirchen.
Der Zusammenschluss beider Banken, deren Geschäftsgebiete sich einerseits auf den Inseln Föhr und Amrum im äußersten Nordwesten Schleswig-Holsteins und andererseits im Bereich Kaltenkirchen im Süden des Bundeslandes nördlich von Hamburg befinden und somit ca. 130 km Luftlinie auseinander liegen, ist im Sektor der Volks- und Raiffeisenbanken eher ungewöhnlich. Üblicherweise wird eine Fusion mit einer benachbarten Volks- bzw. Raiffeisenbank angestrebt. Da diese jedoch sowohl bei der Föhr-Amrumer Bank, als auch bei der Kaltenkirchener Bank um ein Vielfaches größer waren, wurde befürchtet, dass eine Fusion mit der jeweiligen Nachbarbank kurz- oder mittelfristig zu Filialschließungen und Personalabbau führen würde. Aus diesem Grunde wurde eine Fusion „auf Augenhöhe“ mit einer ähnlich großen Bank angestrebt, auch wenn die Geschäftsgebiete weit auseinander liegen.
Im Juni 2022 erfolgte die Fusion mit der Raiffeisenbank eG mit dem Sitz in Struvenhütten. Diese war zum Zeitpunkt der Fusion mit einer Bilanzsumme von rund 20,6 Mio. Euro die kleinste Bank Deutschlands.

### Föhrer Volksbank eG
Die Gründung des Vorläuferinstituts der Föhrer Volksbank eG erfolgte mit der Eintragung in das Genossenschaftsregister des damaligen Amtsgerichts Wyk am 14. Mai 1892. Am 24. Juli 1902 erfolgte eine Umschreibung im Register mit dem Namen Föhrer Kreditverein e.G.m.b.H. mit Sitz in Wyk auf Föhr. Mit einer neuen Satzung vom 20. Oktober 1970 wurde die Firmierung in Föhrer Volksbank eG geändert.

### Raiffeisenbank Föhr eG
Im Jahr 1902 wurde unter dem späteren Namen Föhrer Spar- und Darlehnskasse eGmbH mit Sitz in Wyk auf Föhr eine weitere Kreditgenossenschaft auf der Insel Föhr gegründet. Im Jahr 1943 fusionierte die Spar- und Darlehnskasse Alkersum eGmbH mit dem Sitz in Alkersum mit der Spar- und Darlehnskasse Oldsum eGmbH mit dem Sitz in Oldsum zur Föhrer Spar- und Darlehnskasse eGmbH mit dem Sitz in Wyk auf Föhr. Deren Name wurde im Jahr 1975 in Raiffeisenbank Föhr eG geändert.

### Föhrer Bank eG
Im Jahr 1991 erfolgte der Zusammenschluss der beiden Genossenschaftsbanken auf der Insel Föhr. Aus der Föhrer Volksbank eG und der Raiffeisenbank Föhr eG entstand die Föhrer Bank eG.

### Raiffeisenbank Amrum eG
Auf der Insel Amrum wurde im Jahr 1928 die spätere Raiffeisenbank Amrum eG mit Sitz in Nebel gegründet. Im Jahr 1972 fusionierten die Spar- und Darlehnskasse Nebel eGmbH und die Spar- und Darlehnskasse Norddorf eGmbH mit dem Sitz in Norddorf auf Amrum zur damaligen Raiffeisenbank Amrum eGmbH mit dem Sitz in Nebel.

### Föhr-Amrumer Bank eG
Am 1. August 2000 schlossen sich die Föhrer Bank eG und die Raiffeisenbank Amrum e.G. zur Föhr-Amrumer Bank eG mit Hauptsitz in Wyk auf Föhr zusammen.

### Stammbaum
(Quelle: )
- Vereinigte VR Bank eG (seit 2020)
  - Föhr-Amrumer Bank eG (bis 2020)
    - Föhrer Bank eG (bis 2000)
      - Föhrer Volksbank eG (bis 1991) (vormals Föhrer Kreditverein e.G.m.b.H.)
      - Raiffeisenbank Föhr eG (bis 1991) (vormals Föhrer Spar- und Darlehnskasse eG)
        - Spar- und Darlehnskasse Alkersum eGmbH (bis 1943)
        - Spar- und Darlehnskasse Oldsum eGmbH (bis 1943)

    - Raiffeisenbank Amrum eG (bis 2000)
      - Spar- und Darlehnskasse Nebel eGmbH (bis 1972)
      - Spar- und Darlehnskasse Norddorf eGmbH (bis 1972)

  - Kaltenkirchener Bank eG (bis 2020) (bis 2010 Raiffeisenbank eG Kaltenkirchen)
    - Raiffeisenbank eG Hartenholm (bis 1998)
      - Raiffeisenbank eG Hasenmoor (bis 1982)
      - Raiffeisenbank eG Todesfelde (bis 1983)

  - Raiffeisenbank eG Struvenhütten (bis 2022)

## Rechtsverhältnisse
Die Vereinigte VR Bank eG ist im Genossenschaftsregister beim Amtsgericht Flensburg unter GnR 41 NI eingetragen.

## Organisationsstruktur
Rechtsgrundlagen sind das Genossenschaftsgesetz und die durch die Generalversammlung beschlossene Satzung. Organe der Bank sind der Vorstand, der Aufsichtsrat und die Generalversammlung.

## Sicherungseinrichtung
Die Vereinigte VR Bank eG ist der amtlich anerkannten Sicherungseinrichtung des Bundesverbandes der Deutschen Volksbanken und Raiffeisenbanken GmbH und der zusätzlichen freiwilligen Sicherungseinrichtung des Bundesverbandes der Deutschen Volksbanken und Raiffeisenbanken e.V. angeschlossen.

## Geschäftsausrichtung
Die Vereinigte VR Bank eG betreibt das Universalbankgeschäft. Im Verbundgeschäft arbeitet sie mit der DZ Bank, R+V Versicherung, Bausparkasse Schwäbisch Hall, Teambank, VR Smart Finanz, Münchener Hypothekenbank, DZ Hyp und der Union Investment zusammen.

## Geschäftsgebiet
Das Geschäftsgebiet liegt im Kreis Nordfriesland sowie im Westen des Kreises Segeberg und umfasst die beiden nordfriesischen Inseln Föhr und Amrum sowie die Stadt Kaltenkirchen und die Gemeinden Hartenholm, Hasenmoor, Struvenhütten und Todesfelde im Kreis Segeberg.
An diesen Orten betreibt die Bank Filialen:
- Wyk auf Föhr (Hauptstelle, jur. Sitz + 1 SB-Geschäftsstelle)
- Nebel (Geschäftsstelle)
- Kaltenkirchen (Geschäftsstelle)
- Hartenholm (Geschäftsstelle)
- Struvenhütten (Geschäftsstelle)
- Todesfelde (Geschäftsstelle)
- Norddorf auf Amrum (SB-Geschäftsstelle)
- Wittdün auf Amrum (SB-Geschäftsstelle)

Die Vereinigte VR Bank eG unterhält weiterhin ein Immobilienzentrum in Kaltenkirchen.